# Hannover CL.II
L'Hannover CL.II fu un biplano biposto monomotore sviluppato dall'azienda aeronautica tedesco imperiale Hannoversche Waggonfabrik negli anni dieci del XX secolo e prodotto, oltre che dalla stessa, sul licenza dalla Bayerische Flugzeugwerke (BFW).
Impiegato principalmente dalla Luftstreitkräfte, la componente aerea del Deutsches Heer (l'esercito imperiale tedesco), durante la fase finale della prima guerra mondiale nel ruolo di caccia di scorta e aereo da attacco al suolo, rimase in servizio fino al termine del conflitto e, successivamente, in Polonia dalla Polskie Lotnictwo Wojskowe.

## Storia del progetto
L'Hannover CL.II venne progettato in risposta a una specifica emanata nel 1917 dall'Idflieg (l'ispettorato dell'aviazione dell'esercito), la quale richiedeva lo sviluppo di un velivolo in grado di proteggere i ricognitori in volo sopra il territorio nemico.
Il CL.II era un biplano compatto, versatile e maneggevole dalla configurazione complessiva piuttosto convenzionale; la struttura alare prevedeva una sola coppia di montanti di rinforzo per ogni lato e un leggero scalamento positivo (l'ala superiore si trovava cioè un po' più avanti di quella inferiore). L'apertura dell'ala inferiore era leggermente inferiore a quella dell'ala superiore. La fusoliera aveva struttura monoscocca in legno, rivestita con sottili pannelli di compensato, simile a quella della famiglia di caccia monoposto prodotti dalla Albatros Flugzeugwerke. Le due gambe principali del carrello d'atterraggio erano collegate da un rinforzo cruciforme; l'elemento posteriore del carrello era costituito da un semplice pattino. I due membri dell'equipaggio, un pilota e un mitragliere, sedevano in tandem, uno dietro l'altro, in abitacoli aperti. Quello del mitragliere, collocato posteriormente, era leggermente sopraelevato per consentirgli un campo di fuoco più ampio; per la stessa ragione l'impennaggio di coda era insolitamente compatto, con una deriva molto corta e uno stabilizzatore biplano: in questo modo il membro dell'equipaggio addetto all'arma brandeggiabile posteriore poteva sparare più liberamente, senza correre il rischio di danneggiare il suo stesso aereo.
Più piccolo dei normali aerei di classe C (ragione per cui fu aggiunta alla sua designazione la L di leicht, "leggero"), era facile per i piloti nemici da scambiare per un monoposto: questo errore spesso portava chi lo commetteva a finire sulla linea di fuoco della mitragliatrice posteriore nell'avvicinarsi al velivolo da dietro.
L'Hannover CL.II venne prodotto anche su licenza, con la designazione CL.IIa, dalla Bayerische Flugzeugwerke (BFW). Il modello venne realizzato in 639 esemplari e, specialmente verso la fine del conflitto, venne sempre più spesso impiegato anche come aereo da attacco al suolo; rimase in servizio in questo ruolo fino all'armistizio.

## Utilizzatori
Germania
- Luftstreitkräfte

 Polonia
- Polskie Lotnictwo Wojskowe

### Periodici
- (EN) David Donald (a cura di), World Aircraft Information Files, Londra, Bright Star Publishing, 1989, ISSN 1369-6483.